# Медуза (митологија)
У грчкој митологији, Медуза је чудовиште у женском облику, ћерка Форкије и Кето. Аутор Хигинс наводи да је ћерка Горгона и Кето.. Њен поглед је био смртоносан и био би окамењен свако ко би је погледао у очи. Имала је још две сестре, Стено и Еуријала, које су биле бесмртне, а она сама је била смртно биће. Имала је змије уместо косе, крила, огромне зубе, канџе и исплажен језик. Нa крају мита, Персеј јој је одрубио главу, а из њеног тела изашли су Пегаз и Хрисаор. Према Хесиоду и Есхилу, живела је и умрла на острву Сарпедону, негде у близини Цистене. Романописац из 2. века Дионисиос Скитобрахион наводи да је живела негде у Либији, док је Херодот тврдио да су Бербери осмислили њен мит, као део њихове религије.
Медузи је главу одсекао јунак Персеј и потом, будући да је задржала способност да претвара посматраче у камен, користио је као оружје док је није дао богињи Атини да је стави на свој штит. У класичној антици слика Медузине главе се појавила у направи за одвраћање зла познатој као Горгонеон.

## Трансформација
Медуза је рођена као девојка нежних црта и златне косе, која је посветила живот целибату у служби богиње Атине. Упркос томе, њеној лепоти није могао одолети бог Посејдон, који је ушао у Атинин храм и састао се са Медузом. Постоје две теорије о том њиховом сусрету. Према једној теорији, Посејдон је силом зграбио девојку и одузео јој невиност, док према другој, Медуза је прихватила његово удварање и препустила се страстима, те је на крају пристала и да се уда за њега. У оба случаја, Атина је то схватила као вид непоштовања и одлучила да је казни, тако што ју је проклела застрашујућим изгледом. Њена коса је замењена змијама отровницама, кожа је почела да јој пуца и стари, зуби су јој још више израстали, а очи добијале језив изглед. Још један вид казне био је да се свако ко је погледа у очи истог тренутка претварао у камен.

## Персеј и Медуза
Гласине о постојању Медузе брзо су се прошириле градовима. Била је позната као чудовиште, опасно не само по човека већ и по сва остала жива бића, које живи у земљи Хиперборејаца. Због тога је представљала изазов за ловце на њену главу. Многи ратници желели су да докажу своју храброст и борбеност, тако што ће учинити нешто што никоме пре њих није успело — убити Медузу. Али свако ко је дошао у њено склониште, направио је исту грешку — погледао ју је у очи. Током година и деценија, њен дом само је постајао богатији новим статуама ратника и животиња.
Док су мушкарци безуспешно покушавали да убију Медузу, на острву Сериф живео је Персеј са својом мајком Данајом. У намери да спасе мајку од удаје за краља Полидекта, понудио је овоме Медузину главу ако одустане од женидбе са Данајом. Краљ је одмах пристао, јер је веровао да се Персеј више никада неће вратити на Сериф. Персеј је сазнао где се Медуза налази и припремио се за борбу са њом. Богови су му подарили оклоп и оружје који ће му помоћи у борби. Атина му је дала углачани штит помоћу кога ће моћи да види Медузин одраз. Хермес му је дао несаломив срп од дијаманата којим ће са лакоћом одсећи главу чудовишту. Након тога, прибавио је још и крилате сандале и  шлем невидљивости.

## Медузина смрт
Персеј је стигао у земљу Хиперборејаца и дошао до Медузиног скровишта. Загледао се у глатку површину свог штита и видео Медузу како спава. Уз Атинину помоћ, пришао јој је. Змије на њеној глави осетиле су Персејево присуство и пробудиле Медузу. Персеј је на време реаговао и успео да је обезглави. На његово запрепашћење, из њеног мртвог тела изашли су Пегаз и ратник Хрисаор. То су била бића које је Посејдон зачео са Медузом. Персеј је ставио главу у чаробни тоболац.
Иако је била мртва, Медузин поглед је и даље био опасан. Са њеном главом одлетео је на југ и пред залазак сунца спустио се у близину дворца Титана Атласа. Пошто је овај био јако негостољубив према њему, он му је за казну показао главу Медузе и претворио га у планину. Затим је кренуо према истоку и прелетео преко Либијске пустиње. Све то време је крв из Медузине одрубљене главе капала по пустињи, где су се из ње намножиле змије отровнице.
На крају се вратио кући, отишао до краља Полидекта и рекао да доноси обећани свадбени поклон. Краљ и његова свита су га обасули увредама, па им је на крају показао Медузину главу и све их окаменио. Пошто је спасио мајку нежељеног брака, отишао је до храма богиње Атине и предао јој главу Медузе.

## Галерија слика
- Медуза - статуа.
- Портрет Медузе
- Портрет Медузе - 1878. године
- Персеј са главом Медузе
- Антефикс са ликом Медузе

## Наука
Медуза је почаствована следећим научним именима:
- Acanthemblemaria medusa Smith-Vaniz & Palacio 1974
- Apodochondria medusae Ho & Dojiri 1988
- Archimonocelis medusa Curini-Galletti & Cannon 1997
- Atractus medusa Passos  2009[9]
- Australomedusa Russell 1970
- Boeromedusa Bouillon 1995
- Bothrops medusa Sternfeld 1920[9]
- Caput medusae
- Cardiodectes medusaeus Wilson C.B. 1908
- Chama oomedusae Matsukuma 1996
- Cirratulus medusa Johnston 1833
- Coronamedusae
- Csiromedusa Gershwin & Zeidler 2010
- Csiromedusa medeopolis Gershwin & Zeidler 2010
- Discomedusa lobata Claus 1877
- Discomedusae
- Eustomias medusa Gibbs, Clarke & Gomon 1983
- Gorgonocephalus caputmedusae L. 1758
- Gyrocotyle medusarum von Linstow 1903 (taxon inquirendum)
- Halimedusa Bigelow 1916
- Halimedusa typus Bigelow 1916
- Heteronema medusae Skvortzov 1957
- Hoplopleon medusarum K.H. Barnard 1932
- Hyperia medusarum Müller 1776
- Hyperoche medusarum Krøyer 1838
- Leptogorgia medusa Bayer 1952
- Lilyopsis medusa Metschnikoff & Metschnikoff 1871
- Limnomedusae
- Loimia medusa Savigny in Lamarck 1818
- Loimia medusa angustescutata Willey 1905
- Lulworthia medusa (Ellis & Everh.) Cribb & J.W. Cribb 1955
- Lulworthia medusa var. biscaynia Meyers 1957
- Lulworthia medusa var. medusa (Ellis & Everh.) Cribb & J.W. Cribb 1955
- Magnippe caputmedusae Stock 1978
- Medusa Loureiro 1790
- Medusablennius Springer 1966
- Medusaceratops Ryan, Russell & Hartman 2010
- Medusafissurella McLean & Kilburn 1986
- Medusafissurella chemnitzii G. B. Sowerby I 1835
- Medusafissurella dubia Reeve 1849
- Medusafissurella melvilli G. B. Sowerby III 1882
- Medusafissurella salebrosa Reeve 1850
- Mesacanthoides caputmedusae (Ditlevsen 1918) Wieser 1959
- Myxaster medusa Fisher 1913
- Narcomedusae
- Ophioplinthus medusa Lyman 1878
- Phallomedusa Golding, Ponder & Byrne 2007
- Phallomedusa austrina Golding, Ponder & Byrne 2007
- Phallomedusa solida Martens 1878
- Phascolion medusae Cutler & Cutler 1980
- Philomedusa
- Philomedusa vogtii Müller 1860
- Polycirrus medusa Grube 1850
- Polycirrus medusa sakhalinensis Buzhinskaja 1988
- Sarcomella medusa Schmidt 1868
- Stauromedusae
- Stellamedusa Raskoff & Matsumoto 2004
- Stellamedusa ventana Raskoff & Matsumoto 2004
- Stygiomedusa Russell 1959
- Stygiomedusa gigantea Browne 1910
- Thylacodes medusae Pilsbry 1891
- Trachymedusae